# Típicon
El típicon (en grec: Τυπικόν, Tipikon, lit. ‘Seguint l'ordre’; en eslau eclesiàstic: ѹставъ, ústav) és un llibre litúrgic que conté instruccions sobre l'ordre dels diversos serveis i cerimònies de les esglésies cristianes ortodoxes, en forma de calendari perpetu.
Les esglésies catòliques orientals que segueixen el ritu bizantí també han seguit en gran manera el típicon ortodox, amb petites variacions. Els típicons van sorgir dins del moviment monàstic dels primers cristians, com a forma de regular la vida d'un monestir. Dos centres monàstics van influir decisivament en la litúrgia de l'Església Ortodoxa amb els seus: el de la Laura de sant Saba (prop de Jerusalem), i el del monestir de Sant Joan (Studios) a Constantinoble.